# ベル 429
ベル 429
- 用途：小型汎用ヘリコプター
- 設計者：ベル・ヘリコプター
- 製造者：ベル・ヘリコプター
- 運用者：
 オーストラリア海軍
 カナダ カナダ沿岸警備隊
 アメリカ合衆国 ニューヨーク市警察
 スロバキア スロバキア内務省航空局
 トルコ トルコ警察総局など
- 初飛行：2007年2月27日
- 運用開始：2009年
- 運用状況：運用中

ベル 429（Bell 429）は、ベル・ヘリコプターおよび韓国航空宇宙産業（KAI）がベル 427をベースに共同開発した軽量双発ヘリコプター。
試作機は2007年2月27日に初飛行、量産機が2009年7月1日に型式証明を得た。1名のパイロットで計器飛行方式での運用が可能である。

## 開発

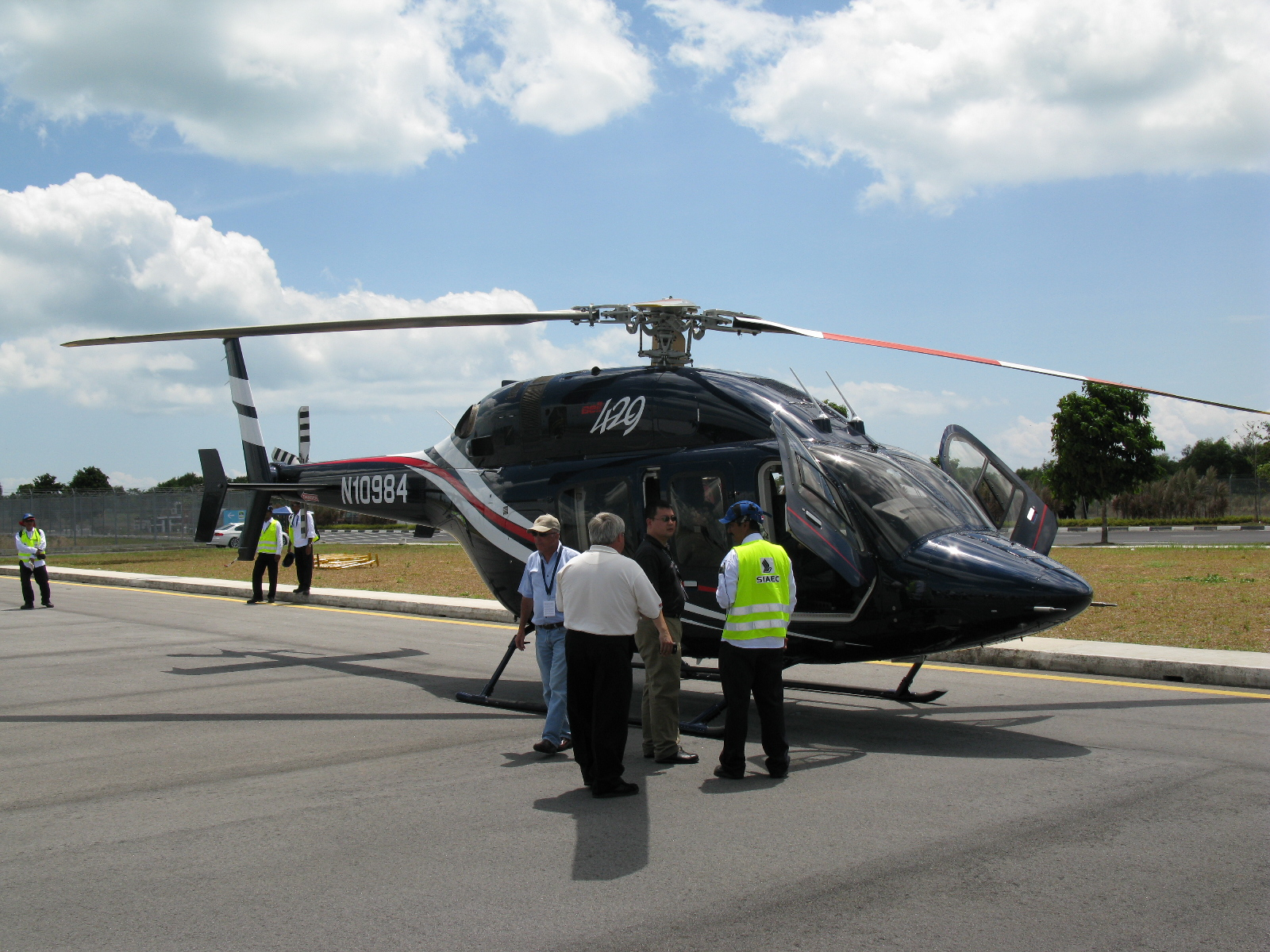
シンガポール航空ショー2010でのベル429

ベル429は主に航空救急（EMS）業界の要求により開発された。ベル427は、元々この市場に対応することを意図していたが、患者を搭載するにはキャビンサイズが小さく、アビオニクスは計器飛行方式（IFR）の認証に対応していなかった。 429の原型となるコンセプトは、2004年にベル427s3iとして国際ヘリコプター協会が開催するHAIヘリエキスポで発表されたが、これは顧客の要求に見合ったものではなかった。
ベル427の機体構造を流用する計画は放棄され、MAPL（Modular Affordable Product Line）の概念に基づいて新たに開発された。 ベル429は、MAPLコンセプトに基づいて設計された完全新規の機体構造と先進的なローターブレードの設計を採用したが、ベル427から派生形エンジンとロータ駆動系を引き継いだ。基本グレードの機体は、グラスコックピットを備え、パイロット1名乗務での計器飛行方式（IFR）に対応した。ベルは機体開発において韓国航空宇宙産業（KAI）と日本の三井物産エアロスペースと提携した。
MAPLに基づいたコンポーネントのうち重要なものは、2006年2月にベル427をテストベッドとして飛行試験が行われた。ベル429の型式証明の取得はもともと2007年後半に予定されたが、その時期に発生した航空機産業全体の材料や部品の不足に起因して計画が遅延したため、開発期間は延長された。試作機は2007年2月27日に初飛行した。2008年2月時点で、3,429回の飛行試験が行われ、総飛行時間は約600時間となっていた。高地試験はコロラド州リードヴィルで、高温試験はアリゾナ州レイクハバスシティで実施された。
ベル429は、2009年7月1日にカナダ運輸省航空局（TCCA）から、2009年7月7日に連邦航空局（FAA）から型式証明を得た。欧州航空安全機関（EASA）からの認証は、2009年9月24日にHelitechで発表された。FAAとEASAは、TCCAが許可したカナダ沿岸警備隊における運用の際の重量制限の免除について一致しなかった。
2009年6月時点で、ベル429は301機以上の受注を得た。ベル429のローンチカスタマーは、米国最大の救急ヘリ事業者であるエア・メソッドで、2009年7月7日には、ケベック州ミラベルのベル・ヘリコプターの施設で、最初の機体（製造番号57006）が引き渡された。

## 設計

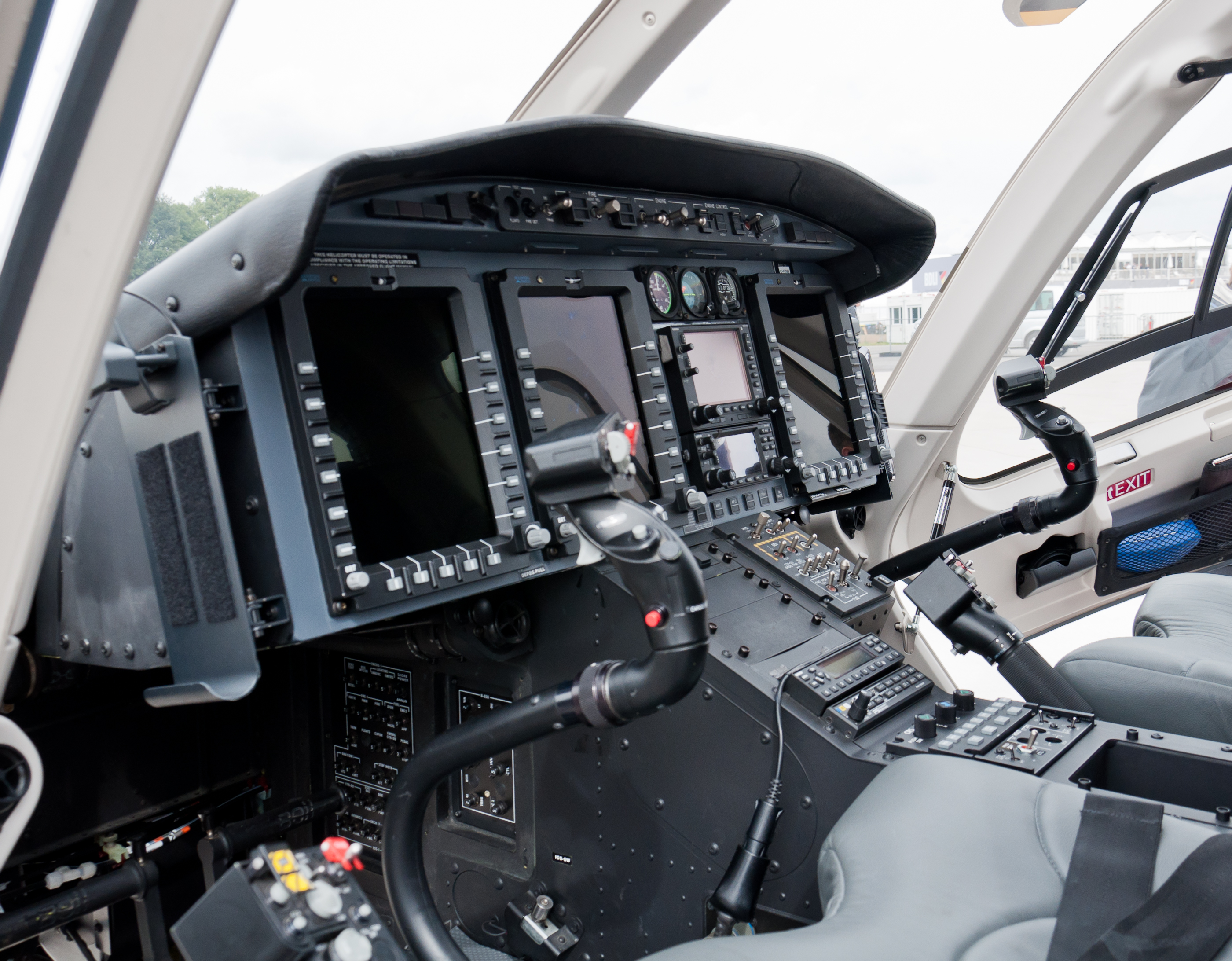
ベル429のコクピット

ベル429のメインローターは、soft-in-plane フレックスビームを有する4枚の複合材ブレードで、ノイズ低減技術が盛り込まれている。テールローターは4枚のブレードを持ち、ノイズを低減するため、2組のブレードローターを不均一な間隔で組み合わせた構造となっている。機内の総容積は204立方フィートで客室（130立方フィート）と荷物室（74立方フィート）となる。航空救急向けのオプションとして、フラットな客室床と後部のクラムシェルドアを有する仕様が設定されている。
ベル429は、3軸のオートパイロットとフライトディレクター機能を持つBasiX-Pro統合アビオニクスで構成され、3基の多機能ディスプレイを備えるグラスコックピットになっている。このシステムはパイロット1名乗務での計器飛行方式（IFR）カテゴリAの認定を受けている。多機能ディスプレイについてはRogerson Kratos社製であったが、後にアストロナウティクスコーポレーションオブアメリカによる6インチx 8インチのBadger Pro +に換装されている。
標準の着陸装置はスキッドだが、オプションで格納式のランディングギアを選択できる。ランディングギアを選択した場合、巡航速度が5ノット向上する。1エンジン停止の状態でも飛行を継続可能で、メインギアボックスのオーバーホール間隔は5000時間、テールローターギアボックスは3200時間となっている。

## 運用者
日本

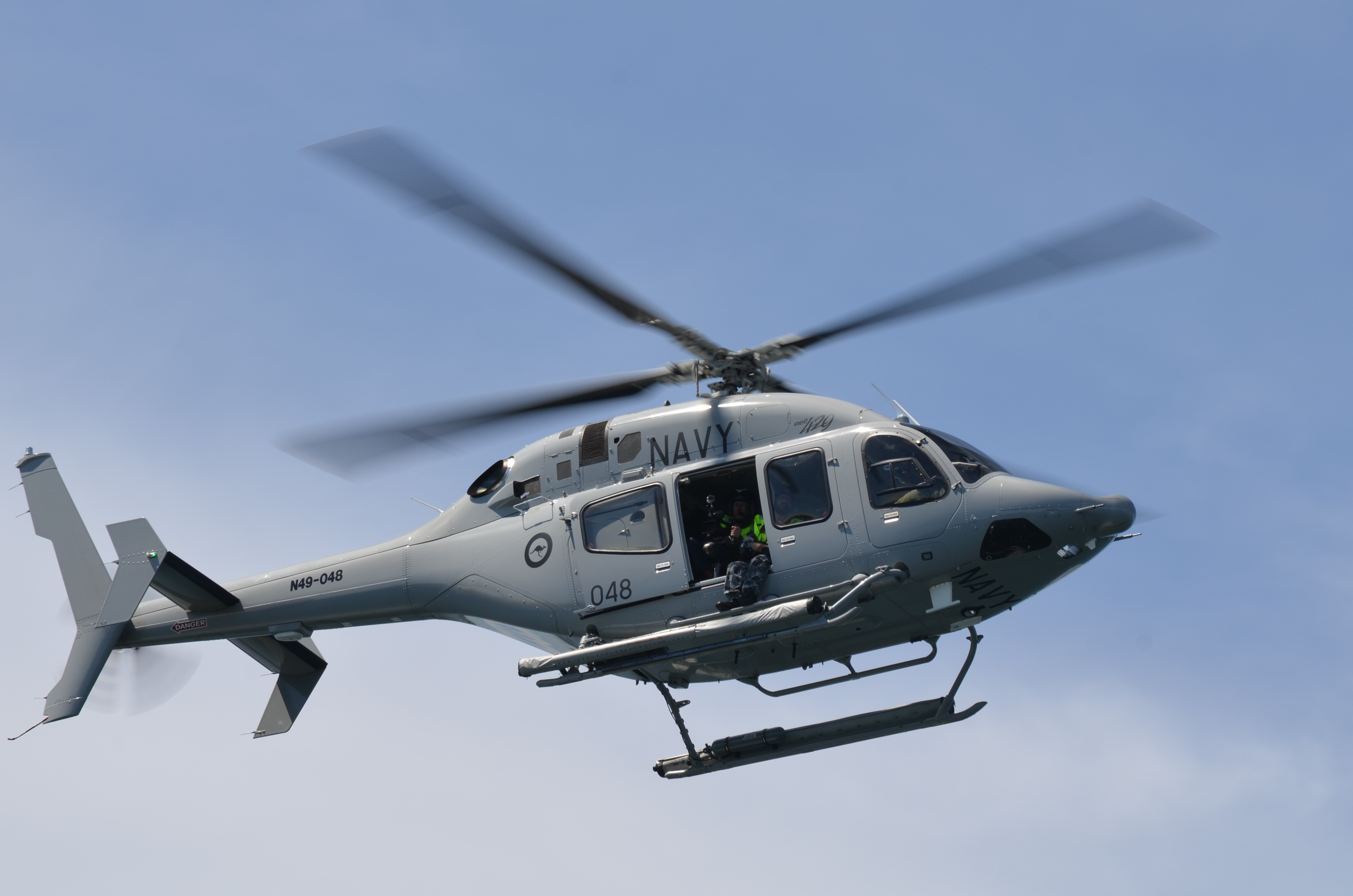
オーストラリア海軍のベル429

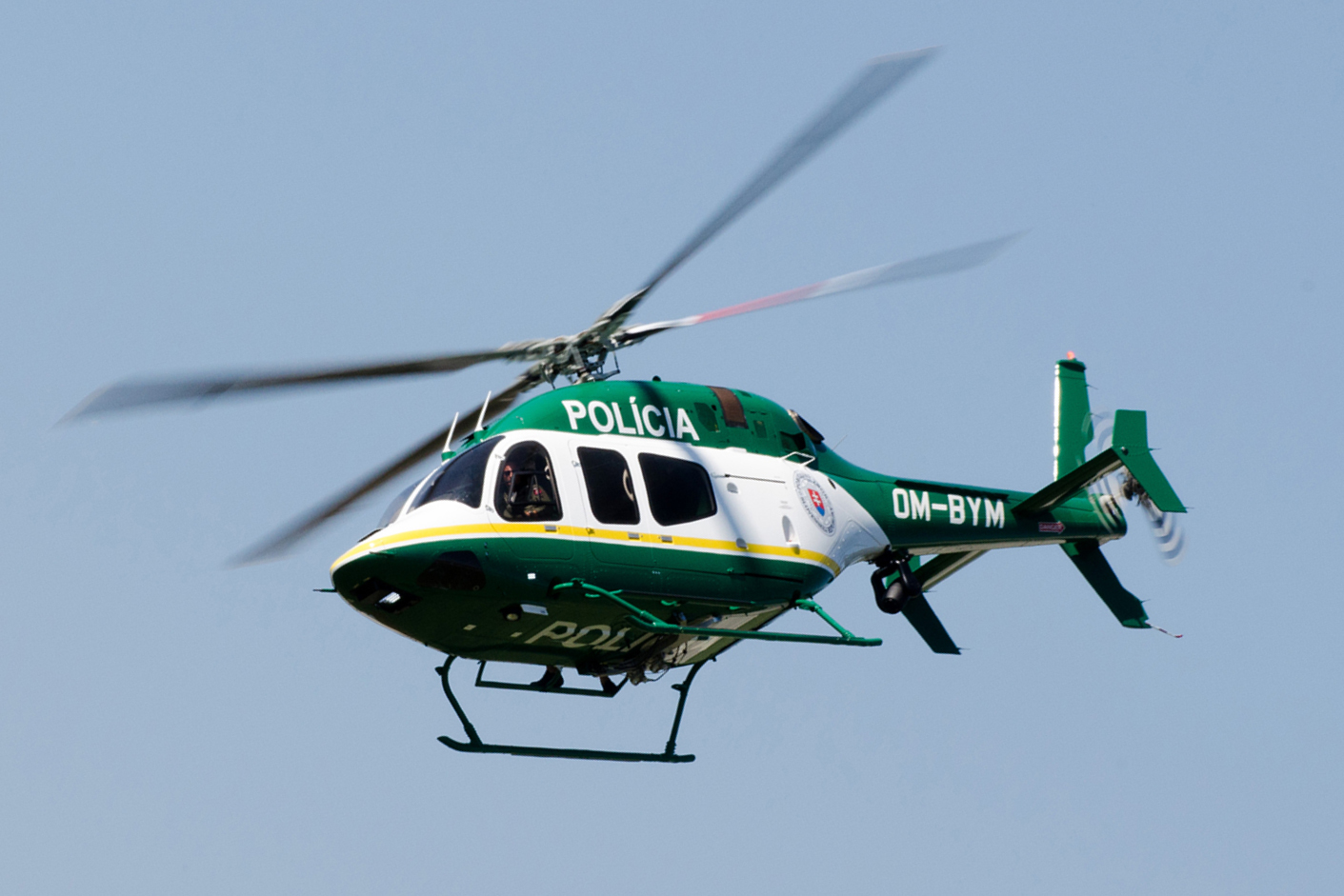
スロバキア内務省航空局のベル429。写真の機体は2017年に墜落して失われた

- 長崎県警察航空隊- 「さいかい」（JA03NP）
- 栃木県警察航空隊- 「なんたい」  (JA15TP)
- 中日本航空 - 静岡県西部ドクターヘリ（聖隷三方原病院）
- 西日本空輸 - 佐賀県ドクターヘリ（佐賀大学医学部附属病院）

 オーストラリア
- オーストラリア海軍[18]
  - 第723飛行隊（英語版）[19]

 カナダ
- カナダ沿岸警備隊 - 愛称グローバルレンジャー。15機を発注[20]

 ジャマイカ
- ジャマイカ国防軍 - 2024年時点で、3機のベル429を保有[21]。

 モロッコ
- モロッコ空軍 - 2024年時点で、4機のベル429を保有[22]。

 スロバキア
- スロバキア内務省航空局 - 警察航空業務用として2機を発注[23]し2016年までに2機引き渡し済。1機は2017年5月にプレショウ空軍基地用地内で墜落大破し、乗員2人死亡、4人が重傷を負った。

 スウェーデン
- スウェーデン警察庁

 トルコ
- トルコ警察総局[24]

 アメリカ合衆国
- デラウェア州警察（英語版）[25]
- フェアフォックス郡警察（英語版）[26]
- テキサスA&M大学[27]
- ニューヨーク市警察 [28]
- Careflite Aviation - テキサス州グランドプレーリーを拠点に2016年から救急ヘリを運航予定、2機を発注、1機を引き渡し済、もう1機を2015年12月に引き渡し予定[29]

 イギリス
- ウィルトシャー州航空救急隊（英語版）[30]

 サウジアラビア
- EDIC Horizon Flight Academy 2機[31]

## 性能諸元

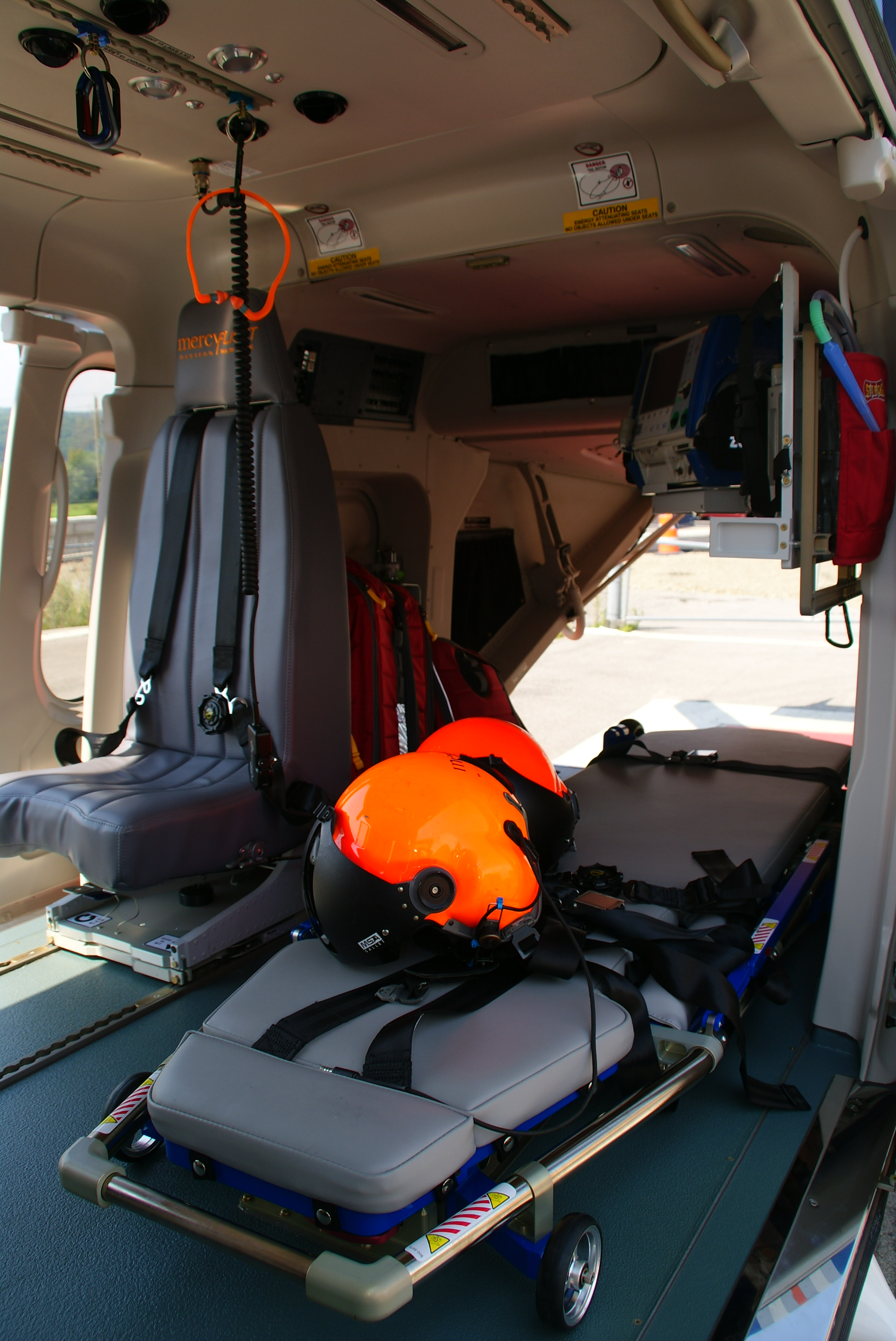
航空救急仕様のベル429

出典: 
諸元
- 乗員: 1名
- 定員: 7名（乗員含む）
- 全長: 12.7 m （41 ft 8 in）
- 全高: 4.04 m （13 ft 3 in）
- ローター直径: 10.97 m （36 ft）
- 空虚重量: 1,925 kg （4,245 lb）
- 有効搭載量: 1,250 kg （2,755 lb）
- 最大離陸重量: 3,175 kg （7,000 lb）
- 動力: プラット・アンド・ホイットニー・カナダ PW207D1 ターボシャフトエンジン、466 kW （625 shp）   × 2基
使用可能燃料容量: 814 L（215 US gal）
補助燃料容量: 151 L（40 US gal）

性能
- 超過禁止速度: 287 km/h （155 kn, 178 mph[4]）
- 巡航速度: 273 km/h （150 knots, 172.5 mph）
- 航続距離: 722 km （390 nmi） 449 mi
- 実用上昇限度: 6,096 m （20,000 ft）
- ホバリング限界高度（地面効果内）: 4307 m（14130 ft）
ホバリング限界高度（地面効果外）: 3438 m（11280 ft）